# Ex falso quodlibet
Ex falso quodlibet, eigentlich ex falso sequitur quodlibet (lat. „aus Falschem folgt Beliebiges“), abgekürzt zu „e.f.q.“, eindeutiger ex contradictione sequitur quodlibet (lat., aus einem Widerspruch folgt Beliebiges), bezeichnet im engeren Sinn eines der beiden in vielen logischen Systemen gültigen Gesetze:
1. Aus einem logisch – nicht bloß faktisch – falschen Satz folgt jede beliebige Aussage.
2. Aus zwei widersprüchlichen Sätzen folgt jede beliebige Aussage.

Logisch falsch ist ein Satz dann, wenn er aufgrund seiner logischen Form nicht wahr werden kann. In den meisten logischen Systemen erfüllen Widersprüche (bzw. Sätze, aus denen ein Widerspruch hergeleitet werden kann) diese Bedingung, deshalb die Bezeichnung „ex contradictione sequitur quodlibet“. Die Bezeichnung „ex falso  sequitur quodlibet“ ist nur dann gleichbedeutend, wenn das darin zitierte „falsum“ als logische und nicht bloß faktische Falschheit verstanden wird.
Im weiteren Sinn wird mit „ex falso quodlibet“ auch die kontrafaktische (den Tatsachen widersprechende) materiale Implikation bezeichnet, d. h. eine Aussage der Form „(Schon) wenn P, dann Q“, wobei P ein beliebiger faktisch unwahrer Satz ist, zum Beispiel die Aussage „Die Erde ist eine Scheibe“. Eine kontrafaktische materiale Implikation wäre dann zum Beispiel der Satz „(Schon) wenn die Erde eine Scheibe ist, sind alle Katzen Hunde“. Da materiale Implikation und logische Folgerung völlig unterschiedliche Konzepte sind, das erste objekt-, das zweite metasprachlich, ist dieser Sprachgebrauch im strengen Sinn nicht korrekt.

## Formale Definition

### Ex contradictione sequitur quodlibet
Sind A und B Aussagen, dann bezeichnet „ex contradictione sequitur quodlibet“ den Sachverhalt, dass aus der in sich widersprüchlichen Aussage {\displaystyle A\land \neg A} bzw. aus den zwei einander widersprechenden Aussagen {\displaystyle A,\neg A} jeder beliebige Satz B folgt:
1. {\displaystyle A\land \neg A\models B}
2. {\displaystyle A,\neg A\models B}

bzw. hergeleitet werden kann:
1. {\displaystyle A\land \neg A\vdash B}
2. {\displaystyle A,\neg A\vdash B}

In der klassischen Logik (und allgemein in Systemen, in denen aus zwei Aussagen deren Konjunktion hergeleitet werden kann und umgekehrt) fällt der jeweils durch die Formulierung (1) ausgedrückte Sachverhalt mit dem durch die Formulierung (2) ausgedrückten Sachverhalt zusammen.
Ebenso fallen obige Sachverhalte in der klassischen Logik (und allgemein in Systemen, in denen es eine Abtrennungsregel gibt und in denen das Deduktionstheorem gilt) mit der Gültigkeit bzw. Herleitbarkeit des folgenden Satzes zusammen:
{\displaystyle (A\land \neg A)\rightarrow B}
Also:
{\displaystyle \models (A\land \neg A)\rightarrow B} beziehungsweise {\displaystyle \vdash (A\land \neg A)\rightarrow B}
Man bezeichnet daher auch oft den Satz selbst, also {\displaystyle (A\land \neg A)\rightarrow B}, als „ex contradictione sequitur quodlibet“.
Dieser Satz lässt sich innerhalb vieler logischer Systeme (vgl. Kalkül) herleiten, sogar in der intuitionistischen Logik. Logiken, in denen er nicht abgeleitet werden kann, werden als parakonsistente Logiken bezeichnet.
In manchen logischen Kalkülen wird das „Ex contradictione sequitur quodlibet“ als Axiom oder als Schlussregel verwendet. Regelmäßig geschieht das in Kalkülen für die intuitionistische Logik, wo es durch den Verzicht auf die Gültigkeit von {\displaystyle \neg \neg A\rightarrow A} andernfalls nicht hergeleitet werden könnte.

### Ex falso sequitur quodlibet
Als „ex falso sequitur quodlibet“ wird formal normalerweise die Gültigkeit des folgenden Arguments bezeichnet:
{\displaystyle \neg P\models (P\rightarrow Q)}
bzw. seine Herleitbarkeit:
{\displaystyle \neg P\vdash (P\rightarrow Q)}
Das heißt, aus der Tatsache, dass ein Satz falsch ist, folgt, dass dieser Satz hinreichende Bedingung für jeden beliebigen Satz Q ist.
Auch hier wird die Bezeichnung „ex falso sequitur quodlibet“ vielfach auf einen einzelnen Satz übertragen, nämlich auf
{\displaystyle \neg P\rightarrow (P\rightarrow Q)}
Auch dieser Satz wird in Kalkülen der klassischen Logik gerne als Axiom verwendet.

### Zusammenhang
In logischen Systemen mit Abtrennungsregel, in denen auch das Deduktionstheorem gilt (d. h. insbesondere, aber nicht nur, in der klassischen Logik), fallen das „ex contradictione“ und das „ex falso“ insofern zusammen, als alle Sätze, die aus dem einen herleitbar sind, auch aus dem anderen herleitbar sind, und in dem Sinne, dass aus dem jeweils einen das jeweils andere folgt. Daraus resultiert, dass in der Praxis oft nicht genau zwischen den beiden unterschieden wird.

## Erläuterung
Der Widerspruch sei eine gültige Prämisse: „Zitronen sind gelb und Zitronen sind nicht gelb.“ Hieraus können beliebige Aussagen gefolgert werden, z. B. dass der Weihnachtsmann existiert, und zwar so:
„Zitronen sind gelb oder der Weihnachtsmann existiert.“ Damit diese Aussage (im Rahmen der klassischen Logik) wahr wird, muss ein Teil der Aussage wahr sein. Also ist die Aussage „Zitronen sind gelb oder der Weihnachtsmann existiert“ gültig (denn Zitronen sind gelb, siehe Prämisse). Wenn dieser Satz aber gültig ist und Zitronen nicht gelb sind (was ebenfalls in der Prämisse gesichert ist), dann bleibt nur die Möglichkeit, dass der Weihnachtsmann existiert.
Angenommen, die Aussagen folgender Prämissenmenge sind wahr:
- Alle Griechen sind tapfer.
- Sokrates ist ein Grieche.
- Sokrates ist nicht tapfer.

Daraus folgt einerseits der syllogistische Schluss
Sokrates ist tapfer.
(aus „Alle Griechen sind tapfer“ und „Sokrates ist ein Grieche“ herleitbar), andererseits trivialerweise direkt aus der Prämissenmenge auch die Negation dieses Satzes,
Sokrates ist nicht tapfer.
Aus der Prämissenmenge lassen sich also zwei einander widersprechende Aussagen herleiten, d. h., die Menge ist inkonsistent, mindestens eine der drei Aussagen muss falsch sein. Akzeptiert man aber alle drei Aussagen als wahr, folgt nach „ex falso quodlibet“ nun aus dieser Menge deswegen jede beliebige Aussage unabhängig von ihrer Wahrheit, also beispielsweise der faktisch wahre Satz „Wenn es regnet, wird der Boden nass“, aber auch unwahre Aussagen wie „Gras ist schwarz“ oder „Sokrates hat vier Augen“. Sogar Kontradiktionen wie „Gras ist schwarz und ist nicht schwarz“ lassen sich daraus herleiten.

## Philosophie

### Rechtfertigung
Das „ex falso quodlibet“ gilt in den gebräuchlichen Logiken, insbesondere in der klassischen Aussagen- und Prädikatenlogik. Dennoch scheint es auf den ersten Blick nicht sehr intuitiv zu sein und bedarf daher einer Rechtfertigung. Diese kann wie folgt aussehen: Die Folgerungsrelation soll ja Wahrheit erhalten, d. h., dass sich die Wahrheit der Prämissen auf die Wahrheit der Konklusion übertragen soll. Das heißt, wenn die Prämissen wahr sind, dann muss bei einer gültigen Folgerung auch immer die Konklusion wahr sein. Beinhalten allerdings die Prämissen einen Widerspruch, so können sie auf keinen Fall wahr sein. In diesem Fall kommt es also auf die Konklusion gar nicht mehr an. Daher kann jede beliebige Konklusion gefolgert werden.
Eine andere Rechtfertigung ist die folgende: Es kann davon ausgegangen werden, dass Widersprüche zu vermeiden sind. Folgt beispielsweise aus einer wissenschaftlichen Theorie ein Widerspruch, so wäre dies ein guter Grund, die Theorie abzulehnen. Das „ex falso quodlibet“ gibt uns nun eine Begründung für diese Forderung, dass Widersprüche zu vermeiden sind, an die Hand: Nach dem „ex falso quodlibet“ folgt aus einer widersprüchlichen Theorie jede beliebige Aussage. Damit ist die Theorie jedoch zwecklos. Eine Theorie, aus der alles folgt, kann nicht dazu herangezogen werden, Unterscheidungen zu treffen, kann uns keine Antworten auf unsere Fragen geben und kann uns nicht bei unseren Entscheidungen helfen. Das „ex falso quodlibet“ besagt also, dass eine widersprüchliche Prämissenmenge für die Praxis wertlos ist.

### Kritik
Dennoch ist das „ex falso quodlibet“ auch kritisiert worden. Es wurden so genannte parakonsistente Logiken geschaffen, die das „ex falso quodlibet“ nicht verwenden. Diese Logiken setzen nicht voraus, dass „ex falso quodlibet“ falsch ist, was ja ein zusätzliches Axiom wäre, sondern sie verwenden es nur nicht. Folgende Argumente sprechen für Parakonsistenz:

#### Das Argument von den alltäglichen Folgerungshandlungen
Ein Argumentationsstrang besagt, dass das „ex falso quodlibet“ in unseren alltäglichen Folgerungshandlungen nicht verwendet wird. Wir alle haben (vermutlich) widersprüchliche Ansichten (vgl. kognitive Dissonanz). Deswegen glauben wir jedoch noch lange nicht jede Aussage. Ein Verteidiger des „ex falso quodlibet“ könnte hierauf einwenden, dass wir zwar oft an einander widersprechende Aussagen glauben, dass wir das aber unbewusst tun. Sobald uns jemand darauf aufmerksam macht („Was Du jetzt sagst, widerspricht dem, das Du vorhin gesagt hast“), werden wir vermutlich nicht sagen: „Ja, das ist ein Widerspruch, aber was soll’s“, sondern werden versuchen, den Widerspruch aufzulösen.

#### Das Paradoxien-Argument
Der andere Argumentationsstrang beruft sich auf die Existenz von Paradoxien. Ein Paradox besteht aus zwei einander anscheinend widersprechenden Aussagen, die jedoch beide gleichermaßen plausibel scheinen. Gewöhnlich versucht man ein Paradox aufzulösen, d. h., entweder zu zeigen, dass eine der beiden Aussagen nicht plausibel ist, oder zu zeigen, dass sich die Aussagen nicht widersprechen. Es gibt aber einige Paradoxien, zu denen keine gute Auflösung bekannt ist, so z. B. das Lügner-Paradox. Vom Standpunkt der parakonsistenten Logik aus kann man in einem solchen Fall die widersprechenden Aussagen für wahr gelten lassen, da man die verheerende Konsequenz, dass jede Aussage folgt, nicht zu akzeptieren braucht. Akzeptiert man jedoch das „ex falso quodlibet“, so bleibt dieser Ausweg versperrt; die Kritik lautet demnach, dass das „ex falso quodlibet“ die natürlichste Strategie, mit Paradoxien umzugehen, blockiert.
Das „ex falso quodlibet“ lässt sich dagegen mit dem Hinweis verteidigen, dass es in der Regel lohnender erscheint, sich nach „echten“ Auflösungen der Paradoxien umzusehen, als schlicht den Widerspruch zu akzeptieren. Die Geschichte der Logik und der Mathematik hat nämlich gezeigt, dass die Auflösung von Paradoxien oft einen Erkenntnisfortschritt erbracht hat. So sind durch die Auflösung der russellschen Paradoxie die axiomatischen Mengentheorien wie die der Zermelo-Fraenkel-Mengenlehre entstanden und das Nachdenken über die Paradoxien der Unendlichkeit lieferte die Grundlagen zur Infinitesimalrechnung. Wäre es immer möglich, einander widersprechende Aussagen zu akzeptieren, dann würde auch die Notwendigkeit wegfallen, die Paradoxien aufzulösen, und dadurch das Sammeln neuer Erkenntnisse behindert.
Zudem gibt es Paradoxien wie Currys Paradox, bei denen auch in einer parakonsistenten Logik alle Aussagen folgen, bei denen also die parakonsistente Logik in derselben Situation ist wie die klassische Logik. Dadurch hat es den Anschein, dass die parakonsistente Logik nur eine Ad-hoc-Lösung anbietet und das Problem der Paradoxien nicht an der Wurzel anpackt.

## Aussagenlogik
Die Folgerung (Implikation) aus einer falschen Aussage (Prämisse) ist immer richtig, unabhängig vom Gefolgerten (Konklusion – daher die Bezeichnung aus Falschem folgt Beliebiges). Ist hingegen die Prämisse richtig, ist die Implikation nur dann korrekt, wenn auch die Konklusion richtig ist (vgl. Subjunktion):
| Prämisse | Konklusion | → Konditional |
| -------- | ---------- | ------------- |
| falsch   | wahr       | → wahr        |
| falsch   | falsch     | → wahr        |
| wahr     | wahr       | → wahr        |
| wahr     | falsch     | → falsch      |